# 위샤오웨이
위샤오웨이(중국어 간체자: 于小伟, 정체자: 于小偉, 병음: Yú Xiǎowěi, 한자음: 우소위, 1976년 3월 19일 ~ )는 중국의 배우이다.

## 출연작

### 드라마
- 2003년 CCTV-8 황금강당극장 《남재여모》 - 류하오둥 역
- 2012년 후난위성텔레비전 금응독파극장 《편편애상니》 - 린춘광 역
- 2015년 장쑤 위성 텔레비전 행복극장 《가유파실습생》 - 왕쓰위안 역
- 2017년 베이징 텔레비전 홍성극장 《대당영요》 - 장천 역
- 2018년 CCTV-8 황금강당극장 《영여육》 - 쉬링준 역
- 2019년 후난위성텔레비전 금응독파극장 《첩전심해지경칩》 - 천허 역
- 2019년 동방 위성 텔레비전 동방극장 《제아차야흔미》 - 위페이판 역
- 2019년 텐센트 웹드라마 《경여년》 - 심중 역
- 2020년 후난위성텔레비전 금응독파극장 《친애적자기》 - 장옌저우 역
- 2020년 베이징 텔레비전 품질극장 《료불기적아과의생》 - 허병택 역
- 2020년 CCTV-8 황금강당극장 《유금세월》 - 리이판 역
- 2022년 CCTV-8 황금강당극장 《매괴지전》 - 쑹지아천 역
- 2023년 망고 TV 웹드라마 《백일몽아》 - 멍웨이궈 역